# Les Standiford
Les Standiford, né le 1er novembre 1945 à Cambridge, en Ohio, est un romancier, scénariste et historien américain.

## Biographie
Il fait des études supérieures à la United States Air Force Academy de Colorado Springs, puis s'inscrit à la Columbia Law School de l'université Columbia de New York. Il obtient un baccalauréat universitaire en psychologie de la Muskingum University en Ohio. Il obtient ensuite une maîtrise et un doctorat en littérature et en créativité littéraire de l'université de l'Utah. Il vit ensuite pendant une vingtaine d'années dans l'Ouest, où il travaille notamment pour le service des forêts des États-Unis, la Utah Parks Company et le U.S. Park Service. Il suit également une formation de scénariste à l'American Film Institute de Los Angeles.
Devenu directeur d'un programme de créativité littéraire à l'université internationale de Floride, puis de l'université du Texas à El Paso, il a notamment comme élèves Dennis Lehane et Vicki Hendricks.
Il se lance dans l'écriture policière dès 1990 avec Pandemonium (Spill), un roman policier écologique qui raconte les agissements illégaux d'une compagnie responsable du déversement de substances bactériologiques extrêmement dangereuses dans le parc national de Yellowstone. Les dirigeants de la compagnie prennent les grands moyens pour faire disparaître les traces du déversement et cherchent à éliminer au passage toutes les personnes contaminées. Ce roman est adapté au cinéma en 1996 par Allan A. Goldstein, sur un scénario signé par l'auteur lui-même, sous le titre Virus (Spill).
Après ce suspense, Les Standiford crée en 1993 le personnage de John Deal, surnommé Johnny, héros d'une série de romans noirs dont l'action se déroule principalement à Miami. Propriétaire d'une modeste entreprise de construction de Floride, le héros entre en conflit avec la pègre cubaine dès Johnny Deal (Done Deal, 1993), le premier titre de la série, quand il refuse de céder un immeuble en construction dans un quartier malfamé de Miami. La pègre ira jusqu'à tenter d'assassiner la femme de Deal. Le deuxième volet de la série, Deal dans la tourmente (Raw Deal, 1994), se déroule quatre mois plus tard. L'entreprise de Johnny a terminé la construction de l'immeuble convoité par la mafia et le héros y occupe un appartement avec sa famille. Mais une nuit, un incendie criminel se déclare : Johnny sauve sa petite fille des flammes, mais sa femme est gravement brûlée. Ce n'est que le début d'une escalade de violence qui permet à l'auteur de préciser, tout en les dénonçant, les liens étroits qui existent entre les caïds de la mafia, les avocats, les hommes d'affaires et les politiciens élus de la Floride.
Les Standiford a également publié des études historiques et littéraires, dont une sur l'écrivain anglais Charles Dickens.

## Œuvre

### Romans

#### SérieJohnny Deal
- Done Deal (1993) Publié en français sous le titre Johnny Deal, traduit par Olivier Schwengler, Paris, Rivages, coll. « Rivages/Thriller », 1995  (ISBN 2-86930-885-X) ; réédition, Paris, Rivages, coll. « Rivages/Noir » no 259, 1996  (ISBN 2-7436-0152-3)
- Raw Deal (1994) Publié en français sous le titre Johnny Deal dans la tourmente, traduit par Olivier Schwengler, Paris, Rivages, coll. « Rivages/Thriller », 1996  (ISBN 2-7436-0147-7) ; réédition, Paris, Rivages, coll. « Rivages/Noir » no 328, 1999  (ISBN 2-7436-0492-1)
- Deal to Die For (1995) Publié en français sous le titre Une rose pour Johnny Deal, traduit par Olivier Schwengler, Paris, Rivages, coll. « Rivages/Noir » no 345, 1999  (ISBN 2-7436-0585-5)
- Deal on Ice (1997)
- Presidential Deal (1998)
- Black Mountain (2000)
- Deal With the Dead (2001)
- Bone Key (2002)
- Havana Run (2003)

#### Autres romans
- Spill (1990) Publié en français sous le titre Pandemonium, traduit par Olivier Schwengler, Paris, Rivages, coll. « Rivages/Noir » no 136, 1992  (ISBN 2-86930-573-7)
- Opening Day (2001)

### Ouvrages d'études historiques ou littéraires
- Coral Gables, The City Beautiful Story (1998)
- Last Train to Paradise: Henry Flagler and the Spectacular Rise and Fall of the Railroad that Crossed an Ocean (2003)
- Meet You in Hell: Andrew Carnegie, Henry Clay Frick, and the Bitter Partnership That Transformed America (2005)
- Washington Burning: How a Frenchman's Vision for Our Nation's Capital Survived Congress, the Founding Fathers, and the Invading British Army (2008)
- The Man Who Invented Christmas: How Charles Dickens's A Christmas Carol Rescued His Career and Revived Our Holiday Spirits (2008)
- Bringing Adam Home: The Abduction that Changed America (2011), en collaboration avec Joe Matthews

## Filmographie

### En tant que scénariste
- 1996 : Virus (Spill), film canadien réalisé par Allan A. Goldstein, d'après le roman éponyme adapté par l'auteur, avec Brian Bosworth et Leah Pinsent

## Source
: document utilisé comme source pour la rédaction de cet article.
- Claude Mesplède, Dictionnaire des littératures policières, vol. 2 : J - Z, Nantes, Joseph K, coll. « Temps noir », 2007, 1086 p. (ISBN 978-2-910-68645-1, OCLC 315873361), p. 817-818.